# Jakobskreuz

Jakobskreuz

Das Jakobskreuz ist ein rotes Lilienkreuz mit Waffencharakter. Im Unterschied zum Glevenkreuz, das an vier Kreuzarmen die Form der heraldischen Lilie hat, ist es nur an zwei Armen so geformt; der untere und der obere Kreuzarm ähneln einem Dolch oder Schwert bzw. einem Spieß.
Das Kreuz ist das Ordenszeichen des spanischen Ordens zum Heiligen Jakob vom Schwert (Santiagoorden).
Viele ehemals vom Santiagoorden beherrschte Orte führen das Jakobskreuz im Ortswappen (z. B. Ulea oder Blanca in der Region Murcia). Das Stadtwappen von Caracas zeigt einen Löwen, der das Jakobskreuz hält.